# Troy Baker
Troy Edward Baker (sinh ngày 1 tháng 4 năm 1976) là một diễn viên lồng tiếng người Mỹ được biết đến trong các vai diễn nhân vật chính cho nhiều tựa games và bộ phim hoạt hình nổi tiếng. Anh lồng tiếng cho các nhân vật như Snow trong Final Fantasy XIII (2010), Kanji Tatsumi trong Shin Megami Tensei: Persona 4 (2012), Booker DeWitt trong BioShock Infinite (2013), Joel trong The Last of Us (2013), Joker trong Batman: Arkham Origins (2013), Delsin Rowe trong inFAMOUS Second Son (2014), Talion trong Middle-earth: Shadow of Mordor (2014), Jack Mitchell trong Call of Duty: Advanced Warfare (2014), và Pagan Min trong Far Cry 4 (2014). Ngoài ra anh còn tham gia lồng tiếng cho các phiên bản Tiếng Anh của các bộ phim hoạt hình Nhật Bản như Basilisk, Trinity Blood, Fullmetal Alchemist, và Naruto: Shippuden. Baker còn là thành viên trong ban nhạc Silent Hill của Akira Yamaoka, anh chơi bass và là giọng ca dự phòng của nhóm.
Troy Baker luôn được xem là một trong những diễn viên lồng tiếng xuất sắc và đa tài nhất, với khả năng thể hiện nhiều tuyến nhân vật cũng như các cung bậc cảm xúc khác nhau.

## Lồng tiếng phim ảnh

### Anime
| Năm     | Phim                                  | Nhân vật                        | Ghi chú                                   | Nguồn         |
| ------- | ------------------------------------- | ------------------------------- | ----------------------------------------- | ------------- |
| 2004–09 | Case Closed                           | Gin, khác                       | Vai diễn đầu tiên                         | [ 5 ]         |
| 2004    | Fullmetal Alchemist                   | Frank Archer, additional voices |                                           | [ 6 ]         |
| 2005    | Gunslinger Girl                       | Alfonso, additional voices      |                                           | [ 7 ]         |
| 2005    | Baki the Grappler                     | Katou, Rob Robinson             |                                           | [ 8 ]         |
| 2005    | The Galaxy Railways                   | Wataru Yuuki                    |                                           |               |
| 2005    | Yu Yu Hakusho                         | Shunjun                         | Ep. "Waking the Lost"; "The Proof"        |               |
| 2006    | Desert Punk                           | Makoto, additional voices       |                                           | [ 9 ]         |
| 2006    | Negima!                               | Nagi Springfield                |                                           |               |
| 2006    | Basilisk: The Kōga Ninja Scrolls      | Kouga Gennosuke                 |                                           | [ 10 ]        |
| 2006    | Trinity Blood                         | Abel Nightroad                  |                                           | [ 11 ]        |
| 2006    | MoonPhase                             | Count Kinkel                    |                                           | [ 12 ]        |
| 2006    | Bleach                                | Jin Kariya                      |                                           |               |
| 2006    | Ergo Proxy                            | Kazkis Hauer, Soldier B         | Ep. 9                                     |               |
| 2006    | Black Cat                             | Jenos Hazard                    |                                           |               |
| 2007    | Peach Girl                            | Toru, Honda                     |                                           |               |
| 2007    | Suzuka                                | Coach                           | Ep. 4                                     |               |
| 2008    | Naruto                                | Yashiro Uchiha, Renga, Hokushin |                                           |               |
| 2008    | The Third: The Girl with the Blue Eye | Leon                            | Eps. 13, 15                               |               |
| 2008    | Shin Chan                             | Action Bastard                  |                                           |               |
| 2008–10 | One Piece                             | Helmeppo, Ohm                   |                                           |               |
| 2008–09 | Code Geass series                     | Schneizel el Britannia          |                                           |               |
| 2008    | Tsubasa: Reservoir Chronicle          | Kyle, Kusanagi                  |                                           |               |
| 2008    | Darker than Black                     | November 11, Jack Simon         |                                           |               |
| 2009    | Kurokami: The Animation               | Various characters              |                                           |               |
| 2009–14 | Naruto: Shippuden                     | Yamato, Pain                    |                                           |               |
| 2009    | Monster                               | Jaromir Lipsky, Heinz           |                                           |               |
| 2010    | Soul Eater                            | Excalibur, White Star           |                                           |               |
| 2010    | Mobile Suit Gundam Unicorn            | Syam Vist                       |                                           | [ 13 ]        |
| 2010    | Slayers Revolution                    | Zuuma                           |                                           | [ 14 ]        |
| 2010    | Fullmetal Alchemist Brotherhood       | Greed                           |                                           |               |
| 2010    | Slayers Evolution-R                   | Radok, Zuuma                    |                                           |               |
| 2010–13 | Stitch!                               | Ace (Experiment 262)            | Eps. 10, 29–30                            |               |
| 2010    | Vampire Knight Guilty                 | Akatsuki Kain                   |                                           | [ 15 ] [ 16 ] |
| 2010    | Eden of the East                      | Ryosuke Morimi                  | Also related movies                       | [ 17 ]        |
| 2011    | Kekkaishi                             | Madarao, Kaguro, others         |                                           |               |
| 2011    | Marvel Anime                          | Various characters              | Series: Iron Man, Wolverine, Blade, X-Men |               |
| 2012    | Persona 4: The Animation              | Kanji Tatsumi                   | Eps. 1–12                                 | [ 18 ]        |

### Hoạt hình
| Năm     | Series                                         | Vai | Ghi chú                   | Nguồn                       |
| ------- | ---------------------------------------------- | --- | ------------------------- | --------------------------- |
| 2006    | Mr. Meaty                                      | Mr. Wink |                           |                             |
| 2010–13 | Generator Rex                                  | Van Kleiss, Biowulf, Roswell, others |                           | [ 18 ] [ 19 ]               |
| 2010–12 | Scooby-Doo! Mystery Incorporated               | Various characters |                           | [ 20 ]                      |
| 2010–12 | The Avengers: Earth's Mightiest Heroes         | Whirlwind, Grey Gargoyle, Clay Quartermain, Blizzard, Constrictor (2nd Time), Robbie Robertson, Ulik, Michael Korvac, Groot, Major Talbot, Eric O'Grady, others |                           | [ 18 ]                      |
| 2010    | Monster High                                   | Mr. Lou Zarr | Ep. "New Ghoul @ School"  | [ 21 ]                      |
| 2011    | G.I. Joe: Renegades                            | Dr. Kurt Schnurr/Airtight | Ep. "The Anaconda Strain" | [ 18 ]                      |
| 2011–   | Regular Show                                   | Various characters |                           | [ 18 ]                      |
| 2012–15 | Ultimate Spider-Man                            | Loki, Hawkeye, Montana, Shocker, others |                           | [ 18 ] [ 22 ]               |
| 2012–13 | NFL Rush Zone: Season of the Guardians         | Wild Card, Warren, Coach Wildwood, Charles Reynolds |                           | [ 23 ] [ 24 ]               |
| 2013–15 | Marvel's Avengers Assemble                     | Hawkeye (Clint Barton), Loki, Red Guardian, others |                           | [ 18 ] [ 25 ] [ 26 ]        |
| 2013    | Lego Marvel Super Heroes: Maximum Overload     | Loki | Web series                | [ 18 ]                      |
| 2014–15 | Hulk and the Agents of S.M.A.S.H.              | Loki |                           | [ 18 ]                      |
| 2014    | Clarence                                       | Troy, Keith Mack, Laser Game Voice | Ep. "Money Broom Wizard"  | [ 27 ]                      |
| 2015    | Transformers: Robots in Disguise               | Steeljaw, Vector Prime, others |                           | [ 28 ] [ 29 ]               |
| 2015    | Batman Unlimited                               | Joker | Web series                | [ 30 ]                      |
| 2015    | Lego Marvel Super Heroes: Avengers Reassembled | Hawkeye | Television Special        | [ 31 ]                      |
| 2016    | Guardians of the Galaxy                        | Loki, Hermod |                           | [ 18 ] [ 32 ] [ 33 ]        |
| 2016    | Be Cool, Scooby-Doo!                           | Jack, Josh, Jester |                           | [ 34 ]                      |
| 2016–17 | Justice League Action                          | Hawkman, Jonas Glim, Kanto |                           | [ 18 ] [ 35 ] [ 36 ] [ 37 ] |
| 2017–20 | Ben 10                                         | Lord Decibel |                           | [ 38 ]                      |
| 2017–18 | Spider-Man                                     | Kraven the Hunter, Hot Dog Guy |                           | 2 episodes                  |
| 2017–18 | Stretch Armstrong & The Flex Fighters          | Mortar |                           | [ 18 ]                      |
| 2019–21 | Carmen Sandiego                                | Dash Haber |                           | [ 18 ]                      |
| 2019–22 | Amphibia                                       | Captain Grime |                           | [ 18 ]                      |
| 2019    | American Dad!                                  | The Narrator, Ernie |                           |                             |
| 2019–22 | Young Justice                                  | Geo-Force, Guy Gardner, Dr. Simon Ecks, Blue Devil, others | Seasons 3–4               | [ 39 ] [ 18 ]               |
| 2020    | Lego City Adventures                           | Snake Rattler | Season 2                  |                             |
| 2021    | Dota: Dragon's Blood                           | Invoker, Dark Moon Order Guard, Crazed Soldier, various voices                                                                                                  | Netflix series            | [ 40 ] [ 18 ]               |
| 2021    | Family Guy                                     | Jorah Mormont | 2 episodes                |                             |
| 2021    | Rick and Morty                                 | Timmy Timtim | 2 episodes                |                             |
| 2022    | Love, Death & Robots                           | Torrin | Episode: "Bad Travelling" | [ 18 ]                      |
| 2023    | The Legend of Vox Machina                      | Syldor Vessar |                           | [ 18 ]                      |
| 2023    | Transformers: EarthSpark                       | Shockwave | 3 episodes                | [ 18 ]                      |

### Phim điện ảnh
| Năm  | Tên                         | Vai                     | Ghi chú    | Nguồn  |
| ---- | --------------------------- | ----------------------- | ---------- | ------ |
| 2008 | Resident Evil: Degeneration | Additional voices       |            |        |
| 2008 | The Sky Crawlers            | Naofumi Tokino          | Uncredited |        |
| 2011 | Real Steel                  | Bluebot, Midas, Camelot | Voice role |        |
| 2012 | Delhi Safari                | Tiger                   |            | [ 18 ] |

### Direct-to-video và truyền hình
| Năm     | Tên                                                                       | Vai                                        | Ghi chú                                                                   | Nguồn                |
| ------- | ------------------------------------------------------------------------- | ------------------------------------------ | ------------------------------------------------------------------------- | -------------------- |
| 2005–06 | Lupin III TV specials                                                     | Nabikov ("Dollar"), additional voices      | Island of Assassins Crisis in Tokyo The Columbus Files Missed by a Dollar |                      |
| 2006–   | Dragon Ball films                                                         | Various characters                         | Funimation releases Dead Zone The World's Strongest Wrath of the Dragon   | [ 18 ]               |
| 2006–10 | Case Closed films                                                         | Gin, various characters                    | The Time Bombed Skyscraper The Fourteenth Target Countdown to Heaven      |                      |
| 2006    | Fullmetal Alchemist the Movie: Conqueror of Shamballa                     | Archer                                     |                                                                           | [ 41 ]               |
| 2008    | xxxHolic: A Midsummer Night's Dream                                       | Young Man                                  |                                                                           |                      |
| 2008    | The Blue Elephant                                                         | Marong, Young Prince Naresuan, Minchit Sra |                                                                           | [ 18 ]               |
| 2012    | Ben 10: Destroy All Aliens                                                | Azmuth's Father, Boy Student               |                                                                           | [ 18 ]               |
| 2012    | Tales of Vesperia: The First Strike                                       | Yuri Lowell                                |                                                                           | [ 42 ]               |
| 2012    | Scooby-Doo! Spooky Games                                                  | Sergey Plotnikov                           |                                                                           | [ 18 ]               |
| 2012    | Sengoku Basara: The Last Party                                            | Ishida Mitsunari                           |                                                                           | [ 18 ]               |
| 2013    | Iron Man: Rise of Technovore                                              | Hawkeye (Clint Barton), J.A.R.V.I.S.       |                                                                           | [ 18 ]               |
| 2013    | Lego Batman: The Movie – DC Super Heroes Unite                            | Batman, Two-Face, Brainiac                 |                                                                           | [ 43 ]               |
| 2013    | Scooby-Doo! Stage Fright                                                  | Phantom, Lance Damon                       |                                                                           | [ 18 ]               |
| 2014    | Batman: Assault on Arkham                                                 | Joker                                      |                                                                           | [ 18 ]               |
| 2014    | Lego DC Comics: Batman Be-Leaguered                                       | Batman                                     |                                                                           | [ 44 ]               |
| 2015    | Lego DC Comics Super Heroes: Justice League vs. Bizarro League            | Batman, Batzarro                           |                                                                           | [ 18 ] [ 45 ] [ 46 ] |
| 2015    | Batman vs. Robin                                                          | Court of Owls Lieutenant                   |                                                                           | [ 47 ]               |
| 2015    | Batman Unlimited: Monster Mayhem                                          | Joker                                      |                                                                           | [ 48 ]               |
| 2015    | Lego DC Comics Super Heroes: Justice League: Attack of the Legion of Doom | Batman                                     |                                                                           | [ 49 ]               |
| 2015    | The Last: Naruto the Movie                                                | Pain                                       |                                                                           | [ 18 ]               |
| 2016    | Lego DC Comics Super Heroes: Justice League: Cosmic Clash                 | Batman                                     |                                                                           | [ 50 ]               |
| 2016    | Lego DC Comics Super Heroes: Justice League: Gotham City Breakout         | Batman                                     |                                                                           | [ 51 ]               |
| 2016    | Batman Unlimited: Mech vs. Mutants                                        | Joker                                      |                                                                           | [ 52 ]               |

### Trò chơi video
| Năm     | Tên                                                | Vai                                                                                    | Ghi chú                                                                       | Nguồn                                                                  |
| ------- | -------------------------------------------------- | -------------------------------------------------------------------------------------- | ----------------------------------------------------------------------------- | ---------------------------------------------------------------------- |
| 2004    | BloodRayne 2                                       | Severin, Kagan                                                                         |                                                                               | [ 18 ]                                                                 |
| 2005    | Fullmetal Alchemist and the Broken Angel           | Outlaw Alchemist                                                                       |                                                                               | [ 53 ]                                                                 |
| 2005    | Brothers in Arms: Road to Hill 30                  | Matt Baker                                                                             | First major video game role Grouped under Voice Talent                        | [ 5 ] [ 25 ]                                                           |
| 2005    | Brothers in Arms: Earned in Blood                  | Matt Baker                                                                             | Grouped under Voice Talent                                                    | [ 25 ] [ 54 ]                                                          |
| 2005    | Æon Flux                                           | Trevor Goodchild, Keller, Svengali, Soldiers                                           |                                                                               | [ 18 ]                                                                 |
| 2007    | Trauma Center: New Blood                           | Markus Vaughn                                                                          | Uncredited                                                                    | [ 55 ]                                                                 |
| 2008    | Tales of Vesperia                                  | Yuri Lowell                                                                            |                                                                               | [ 18 ] [ 56 ]                                                          |
| 2008    | Brothers in Arms: Hell's Highway                   | Matt Baker                                                                             | Grouped under Voice Talent                                                    | [ 57 ]                                                                 |
| 2008    | Space Siege                                        | Seth Walker                                                                            |                                                                               |                                                                        |
| 2008    | Golden Axe: Beast Rider                            | Axe                                                                                    |                                                                               | [ 58 ]                                                                 |
| 2008    | Resistance 2                                       | Major Richard Blake                                                                    | Grouped under Voice Talent                                                    | [ 59 ]                                                                 |
| 2008    | Age of Conan: Hyborian Adventures                  | Conan, The Grey Leopard ("Rise of the Godslayer")                                      | Also in Age of Conan: Rise of the Godslayer expansion pack                    | [ 60 ] [ 61 ]                                                          |
| 2008    | Gothic 3: Forsaken Gods                            |                                                                                        | Grouped under Starring                                                        | [ 62 ]                                                                 |
| 2008    | Shin Megami Tensei: Persona 4                      | Kanji Tatsumi                                                                          |                                                                               | [ 18 ]                                                                 |
| 2009    | Red Faction: Guerrilla                             | Alec Mason                                                                             |                                                                               | [ 63 ]                                                                 |
| 2009    | Star Wars: The Clone Wars – Republic Heroes        | Kul Teska                                                                              |                                                                               | [ 64 ]                                                                 |
| 2009    | Marvel Super Hero Squad                            | S.H.I.E.L.D. Soldier #2, A.I.M. Agent #2, Civilian #3                                  |                                                                               |                                                                        |
| 2009    | Call of Duty: Modern Warfare 2                     | Joseph Allen                                                                           | Grouped under Additional Voice Talent                                         | [ 65 ]                                                                 |
| 2009    | Resident Evil: The Darkside Chronicles             | Others                                                                                 |                                                                               | [ 66 ]                                                                 |
| 2009    | Yoga Wii                                           | Yoga Instructor                                                                        |                                                                               |                                                                        |
| 2010    | Darksiders                                         | Abaddon, Straga, Tortured Gate                                                         |                                                                               | [ 18 ]                                                                 |
| 2010    | Army of Two: The 40th Day                          | US Elite                                                                               |                                                                               | [ 67 ]                                                                 |
| 2010    | Final Fantasy XIII                                 | Snow Villiers                                                                          |                                                                               | [ 18 ]                                                                 |
| 2010    | Transformers: War for Cybertron                    | Jetfire, Zeta Prime, others                                                            |                                                                               | [ 18 ]                                                                 |
| 2010    | Clash of the Titans                                | Hades, Apollo, Soldiers                                                                |                                                                               | [ 18 ]                                                                 |
| 2010    | Mafia II                                           | Civilians                                                                              |                                                                               | [ 68 ]                                                                 |
| 2010    | Valkyria Chronicles II                             | Dirk Gassenarl                                                                         |                                                                               | [ 18 ]                                                                 |
| 2010    | Quantum Theory                                     | Shiro, Zolf                                                                            |                                                                               | [ 69 ]                                                                 |
| 2010    | Sengoku Basara: Samurai Heroes                     | Mitsunari Ishida                                                                       |                                                                               | [ 70 ]                                                                 |
| 2010    | Naruto Shippuden: Ultimate Ninja Storm 2           | Yamato, Pain                                                                           |                                                                               | [ 71 ]                                                                 |
| 2010    | Cabela's Dangerous Hunts 2011                      | Cole Rainsford                                                                         |                                                                               | [ 72 ]                                                                 |
| 2010    | Call of Duty: Black Ops                            | Terrance Brooks                                                                        |                                                                               | [ 18 ]                                                                 |
| 2010–15 | Sonic the Hedgehog series                          | Espio the Chameleon                                                                    | Grouped under English Character Voices                                        | [ 18 ] [ 73 ] [ 74 ] [ 75 ] [ 76 ]                                     |
| 2011    | Knights Contract                                   | Johann Faust                                                                           |                                                                               | [ 18 ]                                                                 |
| 2011    | SOCOM 4: U.S. Navy SEALs                           | ClawHammer Commander, Officer                                                          |                                                                               | [ 77 ]                                                                 |
| 2011    | Dead or Alive: Dimensions                          | Ryu Hayabusa                                                                           |                                                                               | [ 18 ]                                                                 |
| 2011    | Shadows of the Damned                              |                                                                                        | Performed the song "Take Me to Hell (Broken Dreams)"                          | [ 78 ]                                                                 |
| 2011    | Catherine                                          | Vincent Brooks                                                                         |                                                                               | [ 18 ] [ 79 ] [ 80 ]                                                   |
| 2011    | Disgaea 4: A Promise Unforgotten                   | Valvatorez                                                                             |                                                                               | [ 81 ] [ 82 ] [ 83 ]                                                   |
| 2011    | White Knight Chronicles II                         | Scardigne                                                                              |                                                                               | [ 18 ]                                                                 |
| 2011    | Batman: Arkham City                                | Robin (Tim Drake), Two-Face                                                            | Grouped under Voice Over Actors Also in Harley Quinn's Revenge expansion pack | [ 84 ]                                                                 |
| 2011    | Naruto Shippuden: Ultimate Ninja Impact            | Yamato, Pain                                                                           |                                                                               | [ 18 ]                                                                 |
| 2011    | Kinect Sports: Season Two                          | Football Commentator                                                                   |                                                                               | [ 85 ]                                                                 |
| 2011    | Generator Rex: Agent of Providence                 | Biowulf, Van Kleiss                                                                    |                                                                               | [ 18 ]                                                                 |
| 2011    | Saints Row: The Third                              | Default Player Voice                                                                   |                                                                               | [ 18 ]                                                                 |
| 2011    | Ultimate Marvel vs. Capcom 3                       | Nova                                                                                   | Grouped under Voice Talent                                                    | [ 86 ]                                                                 |
| 2011    | Infinity Blade II                                  | Siris                                                                                  |                                                                               | [ 87 ]                                                                 |
| 2011    | Batman: Arkham City Lockdown                       | Robin                                                                                  | Grouped under Voice Over Actors                                               | [ 88 ]                                                                 |
| 2011    | Star Wars: The Old Republic                        | Zenith, Theron Shan, others                                                            | Also in Star Wars: The Old Republic – Shadow of Revan expansion pack          | [ 18 ] [ 89 ]                                                          |
| 2012    | Final Fantasy XIII-2                               | Snow Villiers                                                                          |                                                                               | [ 18 ]                                                                 |
| 2012    | Binary Domain                                      | Charles Gregory                                                                        | Also performance capture                                                      | [ 18 ]                                                                 |
| 2012    | Mass Effect 3                                      | Kai Leng                                                                               |                                                                               | [ 18 ]                                                                 |
| 2012    | Armored Core V                                     | Migrant AC, Zodiac No. 3, Computer Voice 2                                             |                                                                               | [ 90 ] [ 91 ]                                                          |
| 2012    | Silent Hill 2 HD                                   | James Sunderland                                                                       |                                                                               | [ 92 ] [ 93 ] [ 94 ]                                                   |
| 2012    | Ninja Gaiden 3                                     | Ryu Hayabusa                                                                           |                                                                               | [ 18 ] [ 94 ]                                                          |
| 2012    | Kid Icarus: Uprising                               | Arlon, Pyrrhon                                                                         |                                                                               | [ 18 ]                                                                 |
| 2012    | Naruto Shippuden: Ultimate Ninja Storm Generations | Yamato, Pain                                                                           |                                                                               | [ 18 ]                                                                 |
| 2012    | Kinect Star Wars                                   | Civilian                                                                               |                                                                               | [ 95 ]                                                                 |
| 2012    | Starhawk                                           | Rifters, Outcast Prisoner                                                              |                                                                               | [ 18 ]                                                                 |
| 2012    | Diablo III                                         | Scoundrel                                                                              | Also in Diablo III: Reaper of Souls expansion pack                            | [ 18 ]                                                                 |
| 2012    | Dragon's Dogma                                     | Pawn, others                                                                           | Grouped under Voice Actors                                                    | [ 96 ] [ 97 ] [ 98 ]                                                   |
| 2012    | Men in Black: Alien Crisis                         | Peter Delacoeur (Agent P), Sanchez                                                     |                                                                               | [ 18 ]                                                                 |
| 2012    | Sorcery                                            | Dash                                                                                   |                                                                               | [ 99 ]                                                                 |
| 2012    | Tom Clancy's Ghost Recon: Future Soldier           | Ghost 30K, others                                                                      |                                                                               | [ 100 ]                                                                |
| 2012    | Unchained Blades                                   | Fang                                                                                   | [ a ]                                                                         | [ 101 ] [ 102 ]                                                        |
| 2012    | Lego Batman 2: DC Super Heroes                     | Batman, Two-Face, Sinestro, Brainiac, Hawkman                                          |                                                                               | [ 18 ]                                                                 |
| 2012    | Steel Battalion: Heavy Armor                       | Rainer                                                                                 |                                                                               | [ 103 ]                                                                |
| 2012    | Infex                                              | Baker                                                                                  |                                                                               | [ 104 ]                                                                |
| 2012    | Darksiders II                                      | Draven, The Sleeping Warden, The Phariseer, The Abyssal Forge, The Lost Warden, Legion |                                                                               | [ 18 ]                                                                 |
| 2012    | Transformers: Fall of Cybertron                    | Jazz, Jetfire, Kickback                                                                |                                                                               | [ 18 ]                                                                 |
| 2012    | Guild Wars 2                                       | Logan Thackeray                                                                        | Also in Guild Wars 2: Heart of Thorns expansion pack                          | [ 105 ] [ 106 ]                                                        |
| 2012    | Dead or Alive 5                                    | Ryu Hayabusa                                                                           | [ a ]                                                                         |                                                                        |
| 2012    | Resident Evil 6                                    | Jake Muller                                                                            | Also motion capture                                                           | [ 18 ] [ 107 ] [ 108 ]                                                 |
| 2012–15 | Skylanders series                                  | Sunburn, Brock, Rattle Shake                                                           | Grouped as Voice Actors, role reprises over sequels                           | [ 110 ] [ 111 ]                                                        |
| 2012    | Professor Layton and the Miracle Mask              | Voice Actors                                                                           |                                                                               | [ 112 ]                                                                |
| 2012    | Zero Escape: Virtue's Last Reward                  | Kyle, Sigma                                                                            | [ a ]                                                                         |                                                                        |
| 2012    | Marvel Avengers: Battle for Earth                  | Hawkeye (Clint Barton), Loki, Super-Skrull                                             |                                                                               |                                                                        |
| 2012    | Call of Duty: Black Ops II                         | Multiplayer, additional voices                                                         |                                                                               | [ 113 ]                                                                |
| 2013    | Naruto Shippuden: Ultimate Ninja Storm 3           | Yamato, Pain                                                                           |                                                                               | [ 18 ]                                                                 |
| 2013    | God of War: Ascension                              | Orkos, Multiplayer Announcer, Worker, Prisoner                                         | Also motion capture for Orkos                                                 | [ 18 ] [ 114 ]                                                         |
| 2013    | The Walking Dead: Survival Instinct                | Aiden, Walker                                                                          |                                                                               | [ 18 ]                                                                 |
| 2013    | BioShock Infinite                                  | Booker DeWitt                                                                          | Also in Burial at Sea expansion pack                                          | [ 18 ] [ 115 ] [ 116 ] [ 117 ] [ 118 ]                                 |
| 2013    | Injustice: Gods Among Us                           | Nightwing (Dick Grayson), Sinestro, Atlantean Soldier                                  | Grouped under Voice Talent                                                    | [ 119 ]                                                                |
| 2013    | Metro: Last Light                                  | English Voice Talent                                                                   |                                                                               | [ 120 ]                                                                |
| 2013    | Unearthed: Trail of Ibn Battuta                    | English Voiceover Cast                                                                 |                                                                               | [ 121 ]                                                                |
| 2013    | Marvel Heroes                                      | Nova (Richard Rider), Deadpool the Kid                                                 |                                                                               | [ 18 ]                                                                 |
| 2013    | The Last of Us                                     | Joel                                                                                   | Also motion capture Also in Left Behind expansion pack                        | [ 18 ] [ 122 ] [ 123 ] [ 124 ] [ 118 ] [ 125 ] [ 126 ] [ 127 ] [ 128 ] |
| 2013    | Saints Row IV                                      | The President of the United States of America (default male voice)                     |                                                                               | [ 18 ] [ 129 ]                                                         |
| 2013    | Infinity Blade III                                 | Siris                                                                                  |                                                                               | [ 87 ] [ 130 ]                                                         |
| 2013    | Lego Marvel Super Heroes                           | Fandral, Groot, Hawkeye, Loki                                                          | Grouped under VO Talent                                                       | [ 131 ] [ 132 ]                                                        |
| 2013    | Phoenix Wright: Ace Attorney - Dual Destinies      | Simon Blackquill                                                                       | Uncredited                                                                    | [ 133 ] [ 134 ]                                                        |
| 2013    | Batman: Arkham Origins                             | Joker                                                                                  | Also in Batman: Arkham Origins Blackgate companion game                       | [ 135 ] [ 136 ] [ 137 ]                                                |
| 2014    | Lightning Returns: Final Fantasy XIII              | Snow Villiers                                                                          |                                                                               | [ 18 ]                                                                 |
| 2014    | Infamous Second Son                                | Delsin Rowe                                                                            | Also motion capture Also in Infamous First Light expansion pack               | [ 18 ] [ 138 ] [ 139 ]                                                 |
| 2014    | WildStar                                           | Deadeye Brightland, Kevo, Exiled Male                                                  |                                                                               | [ 94 ] [ 140 ] [ 141 ]                                                 |
| 2014    | Transformers: Rise of the Dark Spark               | Jazz, Jetfire, Kickback                                                                |                                                                               | [ 18 ]                                                                 |
| 2014    | Lichdom: Battlemage                                | Dragon (male protagonist)                                                              |                                                                               | [ 142 ] [ 143 ] [ 144 ]                                                |
| 2014    | Naruto Shippuden: Ultimate Ninja Storm Revolution  | Yamato, Pain                                                                           |                                                                               | [ 145 ]                                                                |
| 2014    | Disney Infinity: Marvel Super Heroes               | Hawkeye, Loki                                                                          |                                                                               | [ 146 ]                                                                |
| 2014    | Middle-earth: Shadow of Mordor                     | Talion                                                                                 | Also performance capture                                                      | [ 147 ] [ 148 ] [ 149 ]                                                |
| 2014    | Call of Duty: Advanced Warfare                     | Jack Mitchell                                                                          | Also motion capture and likeness                                              | [ 150 ] [ 151 ] [ 152 ] [ 153 ]                                        |
| 2014    | Lego Batman 3: Beyond Gotham                       | Batman (Bruce Wayne), Batman of Zur-En-Arrh, Batman (Terry McGinnis), Music Meister    |                                                                               | [ 18 ] [ 154 ] [ 155 ] [ 156 ]                                         |
| 2014    | World of Warcraft: Warlords of Draenor             | Gul'dan                                                                                |                                                                               | [ 157 ] [ 158 ]                                                        |
| 2014    | Far Cry 4                                          | Pagan Min                                                                              |                                                                               | [ 139 ] [ 152 ] [ 153 ] [ 159 ] [ 160 ] [ 161 ]                        |
| 2014–15 | Tales from the Borderlands                         | Rhys, Tommy                                                                            |                                                                               | [ 162 ]                                                                |
| 2014    | The Crew                                           | Alex Taylor                                                                            |                                                                               | [ 163 ]                                                                |
| 2015    | Infinite Crisis                                    | Superman                                                                               |                                                                               | [ 164 ] [ 165 ] [ 166 ]                                                |
| 2015    | Mortal Kombat X                                    | Erron Black, Fujin, Shinnok                                                            |                                                                               | [ 167 ] [ 168 ]                                                        |
| 2015    | Lego Jurassic World                                | Velociraptor Handler                                                                   | Grouped under Voice Cast                                                      | [ 169 ]                                                                |
| 2015    | Batman: Arkham Knight                              | Arkham Knight, Two-Face                                                                |                                                                               | [ 170 ] [ 171 ] [ 172 ] [ 173 ]                                        |
| 2015    | Disney Infinity 3.0                                | Hawkeye, Loki                                                                          |                                                                               | [ 174 ]                                                                |
| 2015    | Metal Gear Solid V: The Phantom Pain               | Ocelot                                                                                 | Also facial capture                                                           | [ 175 ] [ 176 ]                                                        |
| 2015    | Lego Dimensions                                    | Batman                                                                                 |                                                                               | [ 177 ] [ 178 ] [ 179 ] [ 180 ]                                        |
| 2016    | Naruto Shippuden: Ultimate Ninja Storm 4           | Yamato                                                                                 |                                                                               | [ 181 ]                                                                |
| 2016    | Master of Orion: Conquer the Stars                 | Klackon Advisor, Psilon Emperor                                                        | Early access                                                                  | [ 182 ]                                                                |
| 2016    | Uncharted 4: A Thief's End                         | Sam Drake                                                                              | Also motion capture                                                           | [ 183 ] [ 184 ] [ 185 ]                                                |
| 2016    | Batman: The Telltale Series                        | Bruce Wayne                                                                            |                                                                               | [ 186 ]                                                                |

### Vai diễn khác
| Năm     | Tên             | Vai                 | Ghi chú | Nguồn |
| ------- | --------------- | ------------------- | ------- | ----- |
| 2005–07 | Race Car Driver | Announcer, Narrator |         |       |

### Live action
| Năm  | Tên                                          | Vai            | Ghi chú             | Nguồn                           |
| ---- | -------------------------------------------- | -------------- | ------------------- | ------------------------------- |
| 2006 | Striking Range (initially titled Bloodlines) | Brice Billings | Debut starring role | [ 187 ] [ 188 ] [ 189 ] [ 190 ] |
| 2006 | Laws of Chance                               | Martin Hannel  | Ep. "Original"      |                                 |
| 2008 | Comanche Moon                                | Pea Eye Parker |                     | [ 191 ]                         |
| 2008 | The Imposter                                 | Jerome         | Also producer       | [ 192 ] [ 193 ] [ 194 ]         |
| 2013 | Shelf Life web series                        | The Boyfriend  | Ep. "Night Terrors" | [ 195 ]                         |
| 2015 | The Phoenix Incident                         | Ryan Stone     |                     | [ 196 ]                         |

## Chú giải
1. 1 2 3 4  The English voice actors were not listed in the closing credits.
2. ↑  Skylanders roles are reprising for later releases.[109]